# گرفت

خورشیدگرفتگی

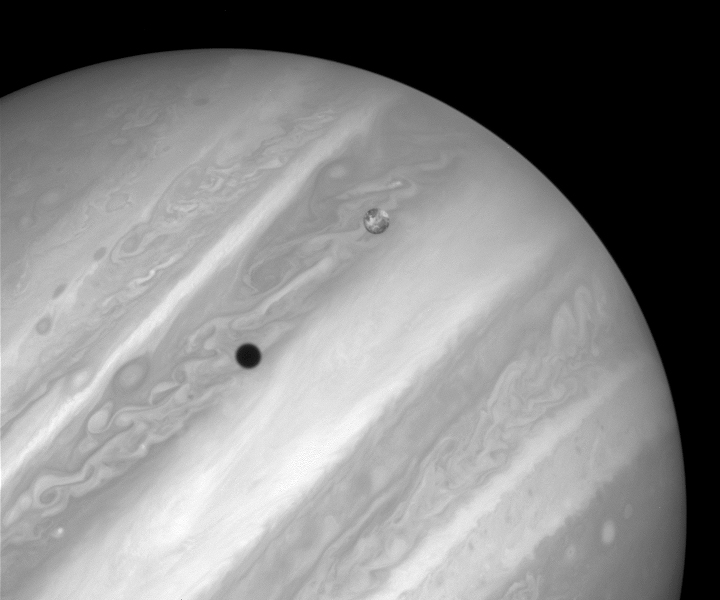
تصویری از مشتری و قمرش به نام آیو که به‌وسیلهٔ هابل گرفته شده‌است. نقطهٔ سیاه روی مشتری، سایهٔ آیو است.

خسوف و کسوف یا به‌طور کلی گرفت یعنی هرگاه یک جسم آسمانی از خلال سایهٔ یک جسم آسمانی دیگر عبور کند، گرفت جسم اول (توسط جسم دوم) رخ داده‌است.

یک دوتایی گرفتی، همراه با نمودار تغییرات قدر ظاهری.

واژهٔ گرفت بیشتر برای خورشیدگرفتگی یعنی قرارگیری ماه بین زمین و خورشید، یا ماه‌گرفتگی یعنی قرارگیری زمین بین ماه و خورشید، اطلاق می‌شود.
با این حال ممکن است به رویدادی خارج از حوزهٔ زمین و ماه نیز گرفت گفته شود. برای مثال سیاره‌ای که وارد سایه‌ای می‌شود که توسط قمر یا قمرهای خودش ایجاد شده، یا قمری که وارد سایه‌ای می‌شود که توسط سیارهٔ میزبان خود ایجاد شده، یا قمری که وارد سایهٔ قمری دیگر می‌شود. یک سیستم ستاره دوتایی هم می‌تواند گرفت ایجاد کند برای مثال وقتی که صفحهٔ مدار ستاره‌ها با چشم بیننده هم‌راستا شود.